# 桑春栄
桑 春栄（そう しゅんえい、Sang Chunrong、1802年 - 1882年）は、清末の官僚。字は柏儕。浙江省山陰県出身。
1832年に進士となり、翰林院庶吉士となった。国史館協修、纂修、総纂などを歴任した。その後地方に転出して、河南道、四川道監察御史、雲南臨安知府を歴任し、さらに貴州按察使、雲南布政使、雲南巡撫と昇進していった。雲南布政使・雲南巡撫在任中は回民のおこしたパンゼーの乱の対処にあたった。やがて北京に戻り、兵部右侍郎、都察院左都御史となり、最終的に刑部尚書に至った。刑部尚書の在任中に「清末四大疑案」の1つである楊乃武と小白菜事件の最終審理にあたり、2名に無罪を言い渡して結審させた。死後、太子少保の待遇と文恪の諡号が贈られた。